# Guillermo Botero Nieto
Lorenzo Guillermo Botero Nieto (Bogotá, 9 de abril de 1948) es un abogado, empresario, conferencista, y político colombiano. 
Fue designado como ministro de Defensa entre 2018 y noviembre de 2019, en el gobierno de Iván Duque.

## Biografía
Nació en Bogotá el 9 de abril de 1948, el día de los sucesos de El Bogotazo. Es hijo del comerciante antioqueño Lorenzo Botero Jaramillo quien fue el fundador de FENALCO, gremio que reúne a todos los comerciantes de Colombia, y por lo tanto, uno de los sectores más importantes de Colombia. Se graduó del Colegio Calasanz de Bogotá y luego estudió Ciencia Política.
Estudió derecho en la Universidad de los Andes donde también fue docente. Durante su vida, ha combinado el ejercicio del derecho con actividades empresariales en áreas de comercio exterior, operación logística, paralelamente estando vinculado siempre a actividades gremiales.
En su actividad empresarial se destaca la exportación de flores desde 1979 y la presidencia durante 10 años hasta el 2003 en Consimex S.A una compañía dedicada al almacenamiento, manejo y custodia de mercancías dentro de procesos logísticos. Desde noviembre de 2003 hasta 2018, ocupó la Presidencia de la Federación Nacional de Comerciantes (FENALCO) desde donde impulsó y desarrollo estrategias para promover la defensa de la empresa privada, el desarrollo de la formalización y las comisiones justas que los bancos le cobran a los establecimientos e comercio. Ha estado vinculado a esta entidad como miembro de su Junta Directiva en diferentes oportunidades desde 1985. Botero ha sido conferencista en diferentes foros sobre temas políticos y económicos. Entre los años 2016 y 2017, fue presidente de la Junta Directiva de la Cámara de Comercio de Bogotá y entre 2020 y 2021 fue miembro principal de la Junta Directiva de Corferias.

### Ministerio de Defensa
Fue nombrado en el gobierno de Iván Duque como ministro de defensa nacional.Sus objetivos fueron la lucha contra el narcotráfico, combatir a los grupos armados organizados y mejorar el bienestar de la Fuerza Pública, lideró una política exterior de defensa activa: se reunió con el Secretario de Defensa de los Estados Unidos, James Mattis.

#### Controversias
Fue polémica su propuesta de regular la protesta social,fue controversial el dosier presentado por el presidente Duque ante la Asamblea General de las Naciones Unidas donde se denunciaba la incursión guerrillera en Venezuela y el apoyo del presidente Nicolás Maduro a estos grupos, en la cual se encontraron algunas fotos que provenían de fuentes secundarias y públicas más no de fuentes de seguridad nacional, así como el proceso judicial por la muerte del firmante del Acuerdo de paz entre el gobierno colombiano y las FARC-EP Dimar Torres a mano de un miembro del Ejército Nacional.

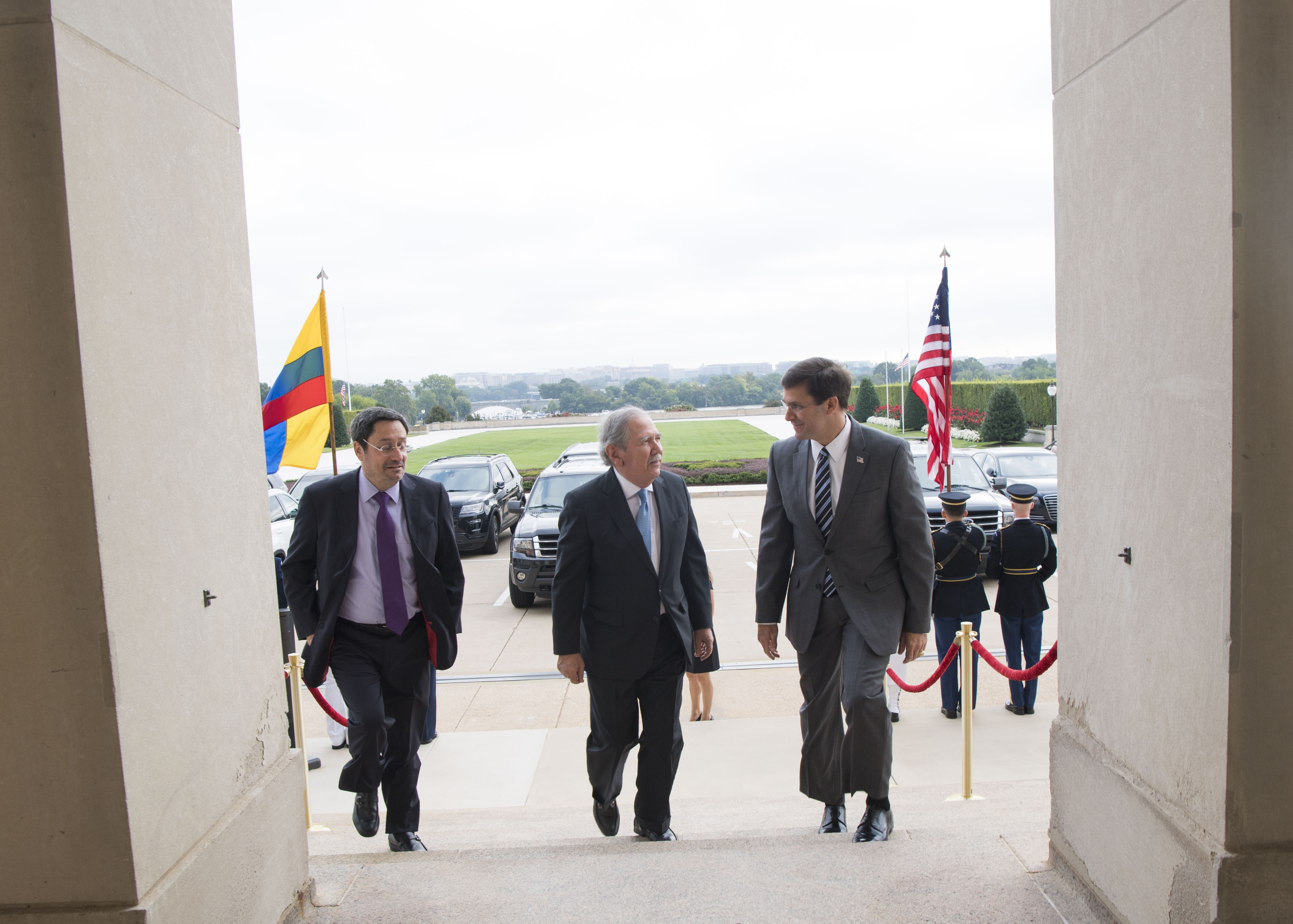
Guillermo Botero se reúne con el Secretario de Defensa de Estados Unidos, Mark Esper, en el Pentágono, Washington D. C., el 11 de septiembre de 2019.

#### Mociones de censura y renuncia
Dentro de su mandato enfrentó dos intentos de moción de censuraː El primero en junio de 2019, donde salió avante por el apoyo de la bancada de gobierno, y otro en noviembre de 2019.
Antes de que se votara la segunda moción, Botero anunció su renuncia el 6 de noviembre del 2019, el día 13 e noviembre de 2019  se votó en la Plenaria de Senado la moción de censura, en la cual la votación fue negar dicha moción de censura.
Este debate se dio tras una inmensa presión ciudadana causada por varios hechos presentados en su mandato, como el asesinato del excombatiente Dimar Torres, frente al cual miembros del Ejército Nacional aceptaron haber actuado de manera individual, se realizaron acusaciones sobre que se habían realizado directrices militares enfocadas en dar órdenes de aumentar la letalidad y disminuir el rigor preventivo en las operaciones militares, lo cual resultó ser falso y se demostró en el primer debate de moción de censura que obedecía a doctrinas militares ordenadas desde el año 2008 por anteriores gobiernos, adicionalmente se presentaron  investigaciones  por el diario The New York Times (que levantó sospechas del regreso de las ejecuciones extrajudiciales, popularmente conocidas como "falsos positivos")
La segunda moción de censura se dio a raíz del bombardeo a un lugar ocupado por las disidencias de las FARC-EP en el Puerto Rico (Caquetá), donde murió su jefe, Rogelio Bolívar Córdoba alias “Gildardo Cucho” y 13 disidentes, adicionalmente fallecieron 7 menores de edad reclutados por el grupo ilegal.

### Embajada de Colombia en Chile
Luego de renunciar a su cargo como Ministro de defensa, en 2021 Botero fue designado por el presidente Iván Duque como Embajador de Colombia en Chile. Reemplazó a Alberto Rendón Cuartas, quien venía desempeñando el cargo desde 2018. Como parte de la agenda diplomática, el tratamiento de temas de cooperación económica y cultural entre las naciones, durante el mandato de Botero se celebraron los 200 años de relaciones diplomáticas entre estos dos países.
Actualmente es miembro de la Junta Directiva de la Cámara de Comercio de Bogotá elegido por los comerciantes de la ciudad.